# Jo Armeniox
Jo Armeniox (Greensboro, North Carolina, 9 augustus 1983) is een Amerikaanse actrice. Ze is het meest bekend door haar werk in het computerspel uit 2018 genaamd Red Dead Redemption 2 van gamestudio Rockstar Games waar ze de motion capture verzorgde.

## Filmografie

### Films
Inclusief korte films
| Jaar | Titel             | Rol       |
| ---- | ----------------- | --------- |
| 2011 | Certainty         | Christine |
| 2012 | My Best Day       | Stacy     |
| 2016 | Beautiful Dreamer | Mother    |

### Series
| Jaar    | Titel                  | Rol              |
| ------- | ---------------------- | ---------------- |
| 2006    | Waterfront             | Vanessa          |
| 2009    | The CollegeHumor Show  | Ariana           |
| 2009    | Mercy                  | Maya             |
| 2011    | Blue Bloods            | Tiffani          |
| 2011    | Body of Proof          | Sara Parkson     |
| 2011    | Unforgettable          | Angie Harris     |
| 2012    | CollegeHumor Originals | Katniss          |
| 2013    | Boardwalk Empire       | Alma Pastor      |
| 2014-19 | Pokémon                | Shauna, Plumeria |
| 2016    | Shades of Blue         | Amber            |
| 2019    | Popternative           | Zichzelf         |
| 2021    | City on a Hill         | Sierra Mills     |
| 2021    | Bull                   | Jade Kiernan     |

### Computerspellen
| Jaar | Titel                 | Rol         |
| ---- | --------------------- | ----------- |
| 2018 | Red Dead Redemption 2 | Karen Jones |